# Lidija Gaile
Lidija Gaile (* 16. Juli 1922 als Lidija Leimane) ist eine ehemalige lettische Weitspringerin.
Für die Sowjetunion startend gewann sie bei den Leichtathletik-Europameisterschaften 1946 in Oslo Silber mit 5,66 m.
Ihre persönliche Bestleistung von 5,72 m stellte sie am 23. Juli 1946 in Moskau auf.